# 麥吉 (阿肯色州)
麥吉（英語：McGehee）是一個位於美國阿肯色州迪沙縣的城市。

## 地理
麥吉的座標為33°37′32″N 91°23′40″W / 33.62556°N 91.39444°W，而該地的平均海拔高度為43米（即144英尺）。

## 人口
根據2020年美國人口普查的數據，麥吉的面積為17.37平方千米，皆為陸地。當地共有人口3849人，而人口密度為每平方千米221人。